# 저스티스 리그 히어로즈: 플래시
《저스티스 리그 히어로즈: 플래시》(Justice League Heroes: The Flash)는 DC 코믹스의 슈퍼히어로 캐릭터 플래시를 소재로 한 액션 게임이다. 웨이워드 테크놀러지에서 개발하여 2006년 게임보이 어드밴스로 출시되었다.

## 등장인물

### 히어로
플래시(월리 웨스트), 마션 맨헌터, 슈퍼맨, 원더우먼, 그린 애로우, 배트맨, 블랙 카나리, 헌트리스, 아쿠아맨, 슈퍼걸, 호크걸, 그린 랜턴(존 스튜어트, 할 조던, 카일 레이너), 자타나

### 빌런(보스)
고릴라 그로드, 킬러 프로스트, 키르케, 줌, 브레이니액, 블랙 플래시